# پرچم آلاسکا
پرچم آلاسکا پرچم رسمی ایالت آلاسکا می‌باشد. این پرچم دارای هشت ستاره طلایی به شکل دب اکبر یا خرس بزرگ در زمینه‌ای سرمه‌ای می‌باشد. ستاره شمالی از هفت ستاره دیگر بزرگ‌تر است. ستاره بزرگ، ستاره شمالی است که یکی از راه‌های یافتن جهت شمال است. طراح پرچم بنی بنسون می‌باشد. این پرچم در سال ۱۹۲۷ (میلادی) و در میان ۷۰۰ طرح دیگر در نظرسنجی شهر سوارد برگزیده شد.

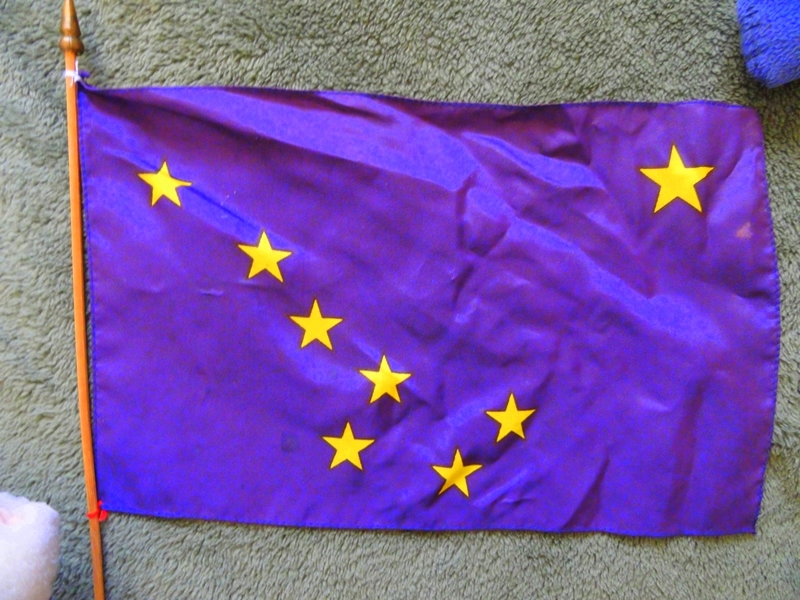
پرچم آلاسکا در نقشه آلاسکا